# 오해건
오해건(吳海建, 일본식 이름: 吳正夫고 마사오, 1895년 2월 5일 ~ ?)은 일제강점기의 관료이다. 본적은 전북 임실이다.

## 생애
전라북도 임실군 출신으로 한일 병합 조약 체결 직후인 1911년에 임시은사수산강습소를 졸업하였다. 이듬해 전라북도 김제군의 만경우편소 사무원으로 채용되어 근무하다가 1913년에 퇴직했다.
이후 학업에 전념하여 1916년에 관리를 뽑는 판임관시험에 합격하였다. 1919년에 판임관견습으로 전라북도 도청에서 근무를 시작했고, 곧 김제군 서기로 발령받아 조선총독부 관리가 되었다. 김제군과 전주군 서기를 거쳐 전라북도 내무부 지방과에서 근무했다.
고창군에서 근무 중이던 1932년에 총독부 군수로 발탁되어 임실군 군수가 되었다. 임실군수를 맡고 있던 1935년에 총독부가 편찬한 《조선공로자명감》에는 조선인 공로자 353명 중 한 명으로 수록되어 있다.
이후 김제군과 남원군에서 차례로 군수로 재임했다. 남원군수이던 1942년을 기준으로 정6위 훈6등에 서위되어 있었다.
민족문제연구소가 2008년에 발표한 민족문제연구소의 친일인명사전 수록예정자 명단 중 관료 부문에 들어 있다. 2009년 친일반민족행위진상규명위원회가 발표한 친일반민족행위 705인 명단에 포함되었다.

## 참고 자료
- 오해건(吳海建) - 국사편찬위원회